# Karla Suárez
Karla Suárez (La Habana, Cuba, 28 de octubre de 1969) es una escritora cubana graduada de ingeniería electrónica.

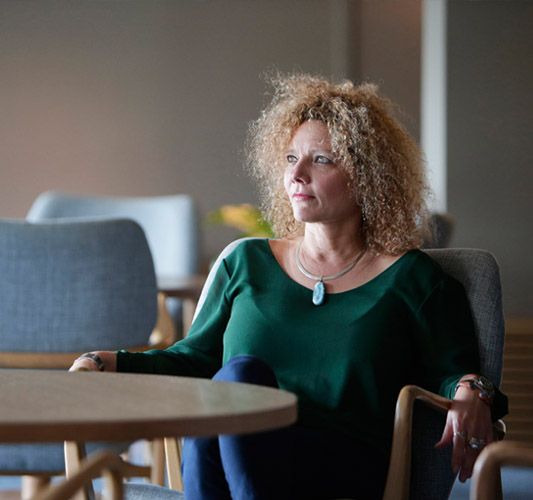
Karla Suárez

## Biografía
Siendo niña, comenzó a escribir poemas y cuentos. Estudió guitarra clásica en el conservatorio "Alejandro García Caturla" de La Habana, donde se graduó de nivel elemental de música en 1984. Esa etapa de su vida ha sido decisiva en su formación como novelista.
En 1987 se matriculó en el Instituto Superior Politécnico "José Antonio Echeverría" (CUJAE) para estudiar ingeniería en máquinas computadoras. Durante sus estudios superiores frecuentó el taller literario de la universidad,  comenzó a participar en encuentros literarios de jóvenes escritores y a cantar con varios trovadores. En 1992 se graduó de ingeniería con una tesis que desarrollaba un software de aplicación musical, realizada en el Laboratorio Nacional de Música Electroacústica de Cuba. A partir de ese momento comenzó a trabajar como ingeniera.
En 1994 publicó por primera vez un cuento, "Aniversario", en la Revista Revolución y Cultura (La Habana). Posteriormente este relato fue llevado al teatro y estrenado en el Centro Dramático de Cienfuegos, en 1996.
En 1998, la Fundación Alejo Carpentier de La Habana, le otorgó la Beca de creación Razón de Ser por un proyecto de novela. Ese mismo año se instaló en Roma (Italia), donde continuó escribiendo, además de ejercer la profesión de ingeniera y profesora de informática. 
1999 marca el inicio de su verdadera carrera literaria. En Cuba publicó, con la editorial Letras Cubanas, su primer libro de cuentos, Espuma. Los relatos "El ojo de la noche" y "En esta casa hay un fantasma", pertenecientes a este libro, fueron adaptados para la Televisión Cubana en 2002.
Ese mismo año, obtuvo en España el Premio Lengua de Trapo por su primera novela, Silencios, con la cual fue seleccionada por el diario El Mundo entre los 10 autores noveles del año 2000. La traducción francesa de esta novela fue finalista del Premio de América insular y Guyana Amedée Huyghues Despointes, otorgado en Guadalupe, en 2004. Además, la novela fue adaptada al teatro por la compañía de teatro francesa Peu importe en 2010 y al teatro musical por la agrupación Ecume (ensemble choral universitaire de Montpellier), también en Francia en 2013.
En 2003 trasladó su domicilio a París (Francia). Allí ha recibido varias becas de creación literaria, entre ellas las que otorgan el Centre National du Livre de Paris (CNL), la Maison des Écrivains Etragers et Traducteurs de Saint-Nazaire (Meet), la Agence Régionale pour l'Écrit et le Livre en Aquitanie (ARPEL), en Burdeos y Clermont Communauté, en Clermont-Ferrand. 
En 2007, Karla Suárez fue seleccionada por el Hay Festival y Bogotá Capital Mundial del Libro entre los 39 escritores más representativos de América Latina menores de 39 años.
En 2012, obtuvo el Premio Carbet del Caribe y el Gran Premio del Libro Insular, en Francia, por la traducción francesa de su novela Habana, año cero.
Sus novelas han sido traducidas a varios idiomas. Muchos de sus cuentos han aparecido en antologías y revistas publicadas en Inglaterra, Estados Unidos, Finlandia, Islandia, Polonia, Francia, Italia, España, Cuba y diversos países de América Latina. 
Además, ha publicado dos libros de viajes, en colaboración con el fotógrafo italiano Francesco Gattoni, un trabajo que recoge una serie de textos autobiográficos de viajes por Cuba y por Roma. También, en colaboración con el fotógrafo luxemburgués Yvon Lambert, publicó un libro que tiene a la ciudad de La Habana como escenario.
Durante estos años ha impartido talleres de escritura literaria. Ha sido invitada a dictar conferencias y a participar en festivales literarios internacionales. Ha sido jurado del Premio Juan Rulfo y ha colaborado con diarios de varios países. 
Desde 2009 reside en Lisboa, Portugal. Es la animadora del club de lectura del Instituto Cervantes y profesora de escritura creativa en la Escuela de Escritores de Madrid.
Su novela El hijo del héroe apareció en 2017.
En 2019 obtuvo el Premio Iberoamericano Julio Cortázar por su relato "El pañuelo".

## Obras
Novelas:
- 1999: Silencios. Madrid, Editorial Lengua de Trapo, ISBN 84-89618-39-9 / RBA, 2002 (kiosco) / Punto de Lectura, 2008,  ISBN 978-84-663-2233-1 (edición de bolsillo). Cuba, Letras Cubanas, 2008. (Premio Lengua de Trapo, 1999).
- 2005: La viajera. Barcelona, Roca Editorial, ISBN 84-96284-82-4.
- 2011: Habana año cero. La Habana, Editorial UNION, 978-959-308-204-4 (Premio Carbet del Caribe, 2012 y Gran Premio del Libro Insular, 2012. Francia)
- 2017: El hijo del héroe. Barcelona, Comba, ISBN 978-84-947203-3-8.
- 2024: Objetos perdidos. México, Tusquets, ISBN 978-607-39-1937-1.

Cuentos :
- 1999: Espuma. La Habana, Editorial Letras Cubanas, ISBN 959-10-0485-0. Colombia, Editorial Norma, 2001, ISBN 958-04-7014-6.
- 2001: Carroza para actores. Colombia, Editorial Norma, ISBN 958-04-6278-X.
- 2007: Grietas en las paredes (Fotos: Yvon Lambert). Bélgica, Editorial Husson, ISBN 978-2-916249-22-3.

Libro de viajes :
- 2007: Cuba les chemins du hasard (Fotos: Francesco Gattoni). Francia, Editorial Le bec en l'air, ISBN 978-2-916073-26-2.
- 2014: Rome, par-delà les chemins (Fotos: Francesco Gattoni). Francia,  Editorial Le bec en l'air,  ISBN 978-2-36744-061-3.